# Ne jugez pas
Pour plus de détails, voir Fiche technique et Distribution.
Ne jugez pas (Dömen icke) est un film suédois réalisé par Victor Sjöström, sorti en 1914.

## Fiche technique
- Titre original : Dömen icke
- Titre français : Ne jugez pas
- Réalisation : Victor Sjöström
- Scénario : Marius Wulff
- Photographie : Henrik Jaenzon
- Pays de production : Suède
- Format : Noir et blanc - 1,33:1 - Film muet
- Genre : drame
- Date de sortie : 1914

## Distribution
- Nils Ahrén (en) : Helder
- Hilda Borgström : Mary, la femme de Helder
- Greta Almroth : Clara, la fille de Helder
- John Ekman : Albert Smith, le frère de Mary
- Richard Lund : Walter Crain
- Jenny Tschernichin-Larsson : la femme de ménage
- Nils Elffors : Varubud
- William Larsson (en) : le voyou